# 1914 no cinema

## Eventos
- 28 de fevereiro - Carlitos (em Portugal, Charlot), interpretado por Charlie Chaplin, aparece pela primeira vez no cinema, em Between Showers.

## Principais filmes estreados
- The Property Man (filme mudo) de Charles Chaplin.
- Tillie's Punctured Romance de Mack Sennett

## Nascimentos

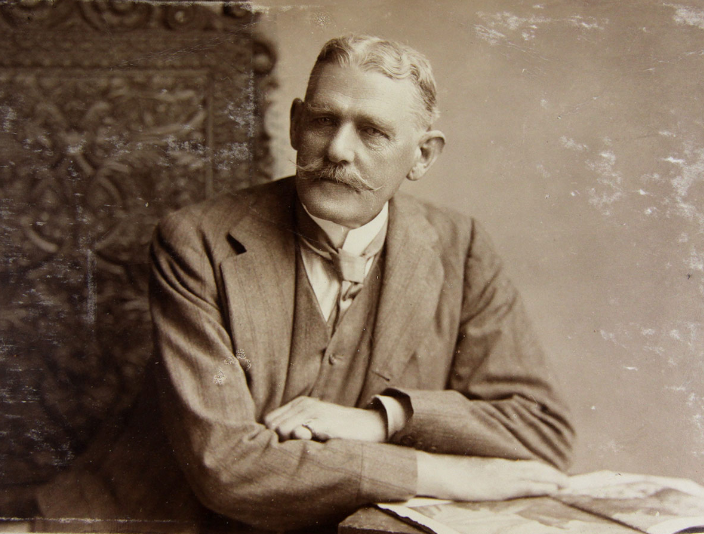
Wordsworth Donisthorpe, inventor e pioneiro da cinematografia, falecido em 1914

| Data           | Nome            | Profissão | Nacionalidade  | Observações | Ref |
| -------------- | --------------- | --------- | -------------- | ----------- | --- |
| 27 de Março    | Richard Denning | ator      | Estados Unidos | m. 1998     |     |
| 2 de Abril     | Alec Guinness   | ator      | Reino Unido    | m. 2000     |     |
| 24 de Abril    | William Castle  | cineasta  | Estados Unidos | m. 1977     |     |
| 10 de Setembro | Robert Wise     | cineasta  | Estados Unidos | m. 2005     |     |
| 26 de Outubro  | Jackie Coogan   | ator      | Estados Unidos | m. 1984     |     |
| 10 de Dezembro | Dorothy Lamour  | actriz    | Estados Unidos | m. 1996     |     |
| 30 de dezembro | Jo Van Fleet    | atriz     | Estados Unidos | m. 1996     |     |

## Mortes
| Data          | Nome                   | Profissão         | Nacionalidade | Observações | Ref |
| ------------- | ---------------------- | ----------------- | ------------- | ----------- | --- |
| 30 de janeiro | Wordsworth Donisthorpe | Cineasta Inventor | Inglaterra    | n. 1847     |     |